# لوكاسز كراوكزوك
لوكاسز كراوكزوك (بالبولندية: Łukasz Krawczuk) مواليد 1989، هو عداء بولندي متخصص في سباق 400 متر. مثل بلاده في سباق 400 متر تتابع في بطولة العالم لألعاب القوى 2013. حقق الفضية في بطولة أوروبا لألعاب القوى داخل الصالات 2015.

## سجل المنافسة
| العام       | المسابقة                                    | المكان      | المركز      | حدث           | ملاحظة      |
| يمثل بولندا | يمثل بولندا                                 | يمثل بولندا | يمثل بولندا | يمثل بولندا   | يمثل بولندا |
| ----------- | ------------------------------------------- | ----------- | ----------- | ------------- | ----------- |
| 2009        | بطولة أوروبا لألعاب القوى تحت 23 سنة 2009   | كاوناس      | 1           | 4x400 م تتابع | 3:07.13     |
| 2011        | بطولة أوروبا لألعاب القوى داخل الصالات 2011 | باريس       | 5           | 4x400 م تتابع | 3:09.31     |
| 2011        | بطولة أوروبا لألعاب القوى تحت 23 سنة 2011   | أوسترافا    | 13          | 400 م         | 47.26       |
| 2011        | بطولة أوروبا لألعاب القوى تحت 23 سنة 2011   | أوسترافا    | 2           | 4x400 م تتابع | 3:03.62     |
| 2012        | بطولة العالم لألعاب القوى داخل الصالات 2012 | إسطنبول     | 6           | 4x400 م تتابع | 3:11.86     |
| 2013        | بطولة العالم لألعاب القوى 2013              | موسكو       | 7           | 4x400 م تتابع | 3:01.73     |
| 2014        | بطولة العالم لألعاب القوى داخل الصالات 2014 | سوبوت       | 4           | 4x400 م تتابع | 3:06.50     |
| 2014        | بطولة العالم للتتابع 2014                   | ناساو       | 19          | 4x400 م تتابع | 3:05.16     |
| 2014        | بطولة أوروبا لألعاب القوى 2014              | زيورخ       | 16          | 400 م         | 46.24       |
| 2014        | بطولة أوروبا لألعاب القوى 2014              | زيورخ       | 3           | 4x400 م تتابع | 2:59.85     |
| 2015        | بطولة أوروبا لألعاب القوى داخل الصالات 2015 | براغ        | 4           | 400 م         | 46.31       |
| 2015        | بطولة أوروبا لألعاب القوى داخل الصالات 2015 | براغ        | 2           | 4x400 م تتابع | 3:02.97     |
| 2015        | بطولة العالم للتتابع 2015                   | ناساو       | 11          | 4x400 م تتابع | 3:05.13     |
| 2015        | بطولة العالم للتتابع 2015                   | ناساو       | 4           | تتابع متنوع   | 9:24.07     |
| 2015        | بطولة العالم لألعاب القوى 2015              | بكين        | 11          | 4x400 م تتابع | 3:00.72     |

## روابط خارجية
- لوكاسز كراوكزوك على موقع الاتحاد الدولي لألعاب القوى (الإنجليزية)
- لوكاسز كراوكزوك على موقع الاتحاد الأوروبي لألعاب القوى (الإنجليزية)
- لوكاسز كراوكزوك على موقع الرابطة البولندية لألعاب القوى (البولندية)
- لوكاسز كراوكزوك على موقع اللجنة الأولمبية الدولية (الإنجليزية)
- لوكاسز كراوكزوك على موقع أوليمبيديا (الإنجليزية)
- لوكاسز كراوكزوك على موقع اللجنة الأولمبية البولندية (مؤرشف) (البولندية)